# Réseau interurbain de l'Eure
Le réseau interurbain de l'Eure désigne les lignes d'autocars interurbains du département de l'Eure.
Dans le cadre de la loi NOTRe, les régions ont récupéré la compétence transport aux départements. Depuis le 1er janvier 2020, ces lignes font partie du réseau régional unique Nomad.

## Historique
Dans les années 1930, Cariane Eure, une des sociétés départementales de Cariane France, filiale de la SNCF (Société nationale des chemins de fer français), effectuait le transport des ouvriers en car dans les zones dépourvues de voies ferrées.
En 1988, Cariane est racheté par la SCETA (Société de Contrôle et d’Exploitation des Transports Auxiliaires). Il est issu de la fusion des sociétés STRV et STV (Sceta Transports et Voyages). La CNA (Compagnie Normande d'Autobus) est une filiale de VIA-GTI.
En 1999, la SCETA a fusionné avec VIA-GTI pour former Keolis. Une partie des filiales interurbaines de VIA-GTI sont passées chez Veolia Transport, mais Cariane Eure filiale de la SCETA est devenu Keolis Eure.
Début 2006, Keolis rachète la société cariste « Normandy Cars » de Jean-Claude Siret à Brionne.
Le 1er janvier 2007 Veolia Transport achète la CNA (Compagnie normande d'autobus) et la renomme en VTNI qui fusionne avec la Compagnie française de transports interurbain (CFTI Normandie et CFTI Béneult) ainsi que cinq entreprises de Basse-Normandie :
- ADC (Autocars du Calvados) ;
- STAO (Société des transports de l'Ouest) ;
- STN (Société des transports de Normandie ;
- Transeure des Courriers Beaucerons
- Cars René Renault.

Gaubert Cars a été mis en redressement et racheté par Veolia Transport, Verney a récupéré Vernon Cars, implanté à Vernon, rebaptisé TVS (Transports du Val de Seine).
Depuis 2006, l'usager non éligible à l'abonnement H'NGO Atoumod paie chaque trajet au prix unique de 2 € quelle que soit la distance dans le département.
En été 2014, les plages de la Manche étaient accessibles en transport pour seulement 1 €.
En 2016, Keolis Eure et Keolis Rouen-Val-de-Seine fusionnent pour devenir Keolis Normandie Seine.
Jusqu'au 1er septembre 2017, le département de l’Eure finance à hauteur de 35 millions € par an le réseau de car eurois de 400 autocars qui assurent 31 lignes régulières et 750 lignes scolaires. Le département finance 100 000 € la reconduction des contrats AMO (assistance à maîtrise d’ouvrage) pour les lignes régulières des transports collectifs du schéma des mobilités. Le département est traversé par trois lignes exploitées en délégation par l'autocariste VTNI et financées par la région Normandie et la SNCF et onze lignes financées par les départements voisins. Depuis, c'est la région Normandie qui est l'autorité organisatrice des transports.
Depuis le 1er janvier 2020, ces lignes font partie du réseau régional unique Nomad.

## Le réseau
Le réseau se compose de 28 lignes dont la numérotation est entièrement revue le 1er septembre 2022.
- 201 : Le Landin - Elbeuf
- 202 : Louviers - Vernon
- 203 : Louviers - Elbeuf
- 204 : Boissey-le-Châtel - Bourgtheroulde - Elbeuf
- 205 : Beaumont-le-Roger - Val-de-Reuil
- 206 : Gisors - Gaillon - Les Andelys - Évreux
- 207 : Vexin-sur-Epte - Vernon
- 208 : Etrepagny - Gasny - Vernon
- 209 : Le Val d'Hazey - Les Andelys
- 210 : Gisors - Vernon - Évreux
- 211 : Dreux - Évreux
- 212 : Verneuil-d'Avre-et-d'Iton - Évreux
- 213 : L'Aigle - Conches - Évreux
- 214 : Honfleur - Pont-Audemer - Évreux
- 215 : Rouen - Pont-de-l'Arche - Val-de-Reuil - Louviers - Évreux
- 216 : Rouen - Évreux
- 217 : Pont-Audemer - Bernay
- 218 : Perriers-sur-Andelle - Lyons-la-Forêt - Rouen
- 219 : Gisors - Rouen
- 220 : Les Andelys - Rouen
- 221 : Alizay - Rouen
- 222 : Bosroumois - Grand Bourgtheroulde - Rouen
- 223 : Saint-Ouen-de-Thouberville - Pont-Audemer
- 224 : Pont-Audemer - Lisieux
- 225 : Marcilly-sur-Eure - Bréval
- 226 : Verneuil-d'Avre-et-d'Iton - L'Aigle
- 227 : Pont-Audemer - Le Havre
- 228 : Rouen - Pont-Audemer